# Kamubuga
Kamubuga è un settore (imirenge) del Ruanda, parte della Provincia Settentrionale e del distretto di Gakenke.